# Claude Ambroise Régnier
Pour les articles homonymes, voir Régnier.
Pour les autres membres de la famille, voir Famille Régnier.
Claude Ambroise Régnier, duc de Massa, est un avocat et homme politique français, né le 5 novembre 1746 à Blâmont (alors dans le duché de Lorraine) et mort le 25 juin 1814 à Paris.
Député pendant la Révolution, devenu soutien de Bonaparte, il participe à la rédaction du Code civil puis est garde des Sceaux (ministre de la Justice) pendant près de onze ans, de 1802 (au cours du Consulat) à 1813 (sur une grande partie du Premier Empire).

## Biographie

### Origines, formation et début de carrière
Claude Ambroise Régnier est le fils d’Ambroise Régnier, receveur des Domaines du Roi, et de Marie-Françoise Thiry ; il est le petit-fils de Jean-Antoine Régnier procureur au bailliage de Vôge et, par sa mère, petit-fils de Jean-Baptiste Thiry, procureur du Roi en l'hôtel de ville de Blâmont. Il commence ses études à Saint-Dié, sous la direction d'un oncle prêtre, l'abbé Régnier, curé de la paroisse principale, et il les termine à l'université de Strasbourg avec l'obtention du diplôme de licence en droit. Inscrit au Parlement à compter de juillet 1765, il fait aussitôt l'apprentissage de la profession d'avocat au barreau de Lunéville. Il devient en 1769, à la demande du prince Louis de Salm-Salm (de), son conseiller et procureur général à Senones, lui confiant ainsi l'administration de la principauté.

### Avocat sous l’Ancien Régime puis député à la Révolution
Devenu Français avec la réunion de la Lorraine à la France en 1766, Régnier est en 1773 avocat à Nancy. Enthousiasmé par la Révolution, il est élu le 6 avril 1789, par le bailliage de Nancy, député du tiers état aux États généraux, où il siège au comité de constitution. Après la fuite du roi, il est envoyé le 22 juin 1791 comme commissaire dans les départements du Rhin pour y recevoir le serment des troupes. Après s'être éloigné de la vie politique sous la Terreur, il est élu le 23 vendémiaire an IV (15 octobre 1795) député de la Meurthe au Conseil des Anciens, où il siège à gauche. La même année, il devient secrétaire le 2 frimaire an IV (23 novembre 1795), puis président de l'assemblée le 1er ventôse an IV (20 février 1796), et fait partie de plusieurs commissions : radiation de la liste des émigrés, successions, examen du nouveau pour les délits et peines des troupes de la République, délits de presse, vérification des pouvoirs des nouveaux députés. Sans soutenir le Directoire, il combat les royalistes du club de Clichy. Adversaire des néo-jacobins, de même, il soutient la proposition de Courtois, conduisant à la fermeture du club du Manège. Il est réélu le 23 germinal an VII (12 avril 1799).

### Participation au coup d’État du18 Brumaireet conseiller d’État sous le Consulat
Acquis au général Bonaparte, Régnier est l'un des principaux collaborateurs du coup d'État du 18 Brumaire (9 novembre 1799) ; il fait ainsi partie des membres du Conseil des Anciens qui se réunissent la veille — le soir du 17 brumaire an VIII (8 novembre 1799) — chez leur président, Lemercier, pour préparer la translation des conseils à Saint-Cloud, qui doit être votée le lendemain. Le jour qui suit le coup d’État — le 19 brumaire (10 novembre) —, il entre à la commission intermédiaire du Conseil des Anciens, dont il devient président quelques jours plus tard. Le mois suivant, le 4 nivôse an VIII (25 décembre 1799), il est nommé au Sénat conservateur et au Conseil d'État. Conformément à la Constitution, il renonce au premier poste de sénateur pour se consacrer au Conseil d'État. Ayant une connaissance approfondie des questions juridiques, il devient l'un des principaux rédacteurs du Code civil.

### Ministre de la Justice sous le Consulat puis le Premier Empire
Bonaparte nomme Régnier grand-juge et ministre de la Justice (garde des Sceaux) le 27 fructidor an X (14 septembre 1802), fonctions qu'il va conserver pendant près de onze ans. 
Il prépare pour Napoléon la circulaire du 8 janvier 1803 prohibant en France, les mariages mixtes  « entre des blancs et des négresses » et « entre des nègres et des blanches »,.
Jusqu'au 10 juillet 1804, il dirige également le ministère de la Police. À ce poste, il découvre le complot de Cadoudal, dont il instruit le procès. Sa relative incompétence sur les sujets policiers conduit le Premier consul à rappeler Fouché.
Il est fait chevalier de la Légion d'honneur le 9 vendémiaire an XII (2 octobre 1803), grand officier le 25 prairial an XII (14 juin 1804), grand aigle (grand-croix) le 13 pluviôse an XIII (2 février 1805), créé comte d'Empire le 24 avril 1808. Il devient duc de Massa le 15 août 1809. À son départ du ministère de la Justice, le 13 juin 1813 alors qu'il est âgé de 67 ans, il reçoit le titre de ministre d'État et obtient la présidence du Corps législatif, dont il n'est pourtant pas membre. Napoléon lui offre, lors de son départ du ministère de la Justice, un hôtel particulier, rue de Choiseul.

### Derniers mois au service de l’Empire et mort
Régnier est nommé président du Corps législatif en novembre 1813.
Longtemps proche de l’Empereur, il est néanmoins favorable à sa déchéance en avril 1814.

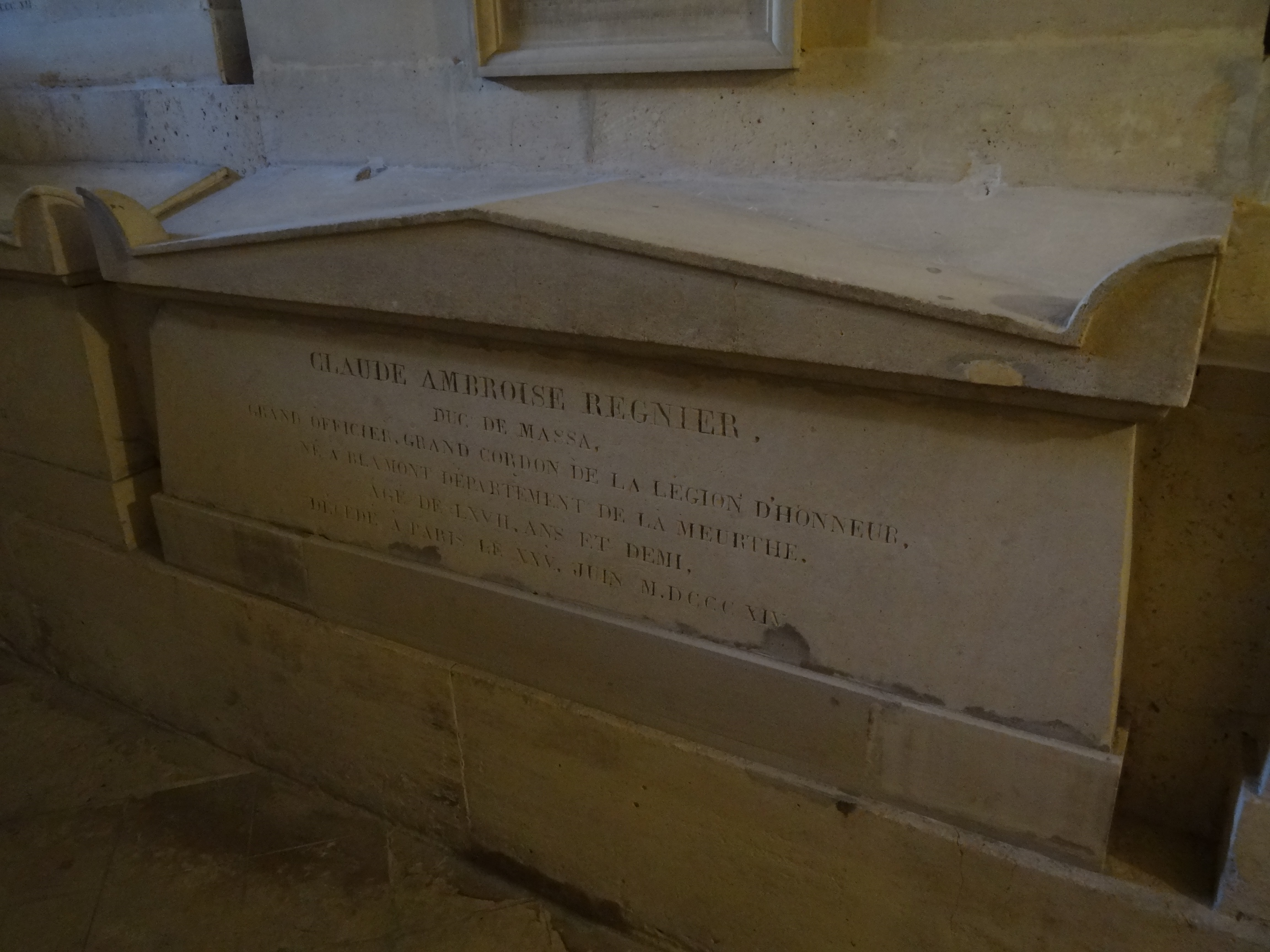
Le tombeau de Claude Ambroise Régnier au Panthéon.

Régnier meurt peu après, le 24 juin, dans sa 69e année ; il est inhumé au Panthéon.

## Famille et descendance
Charlotte Lejeune, l’épouse de Claude Ambroise Régnier, est née à Lunéville le 27 juin 1748 ; elle meurt à Paris le 25 janvier 1835.
Le couple a eu deux enfants :
- Catherine Charlotte (1775-1856), épouse du baron Thiry ;
- Nicolas (1783-1851)[6], qui devient comte de Gronau en 1809, préfet de l'Empire (dans l'Oise puis le Cher) et pair de France sous la Restauration ; il hérite du titre de duc de Massa.

Au nombre de ses descendants, figure Jean Bastien-Thiry (1927-1963), polytechnicien, ingénieur de l’armement et organisateur en 1962 de l’attentat du Petit-Clamart contre le général de Gaulle, pour lequel il a été condamné à mort puis exécuté : il est le dernier condamné en France qui a été fusillé.

## Propriétés
- Le château du Plessis-Piquet a été sa propriété de 1808 à sa mort en juin 1814 ; sa veuve le revendit en 1817 à Jean-Baptiste Henry Collin de Sussy[7].
- Un hôtel particulier, rue de Choiseul à Paris, lui a été offert par Napoléon en 1813.

## Armoiries
| Figure | Blasonnement |
|        | Armes du comte Régnier et de l'Empire D'hermines à une fasce de sable chargée de trois alérions d'or, le franc-quartier de comte ministre brochant sur le tout., |
|        | Armes du duc de Massa et de l'Empire D'hermines à la fasce de sable chargé de trois alérions d'or, chef des ducs d'Empire. - Livrée : aux couleurs de l'écu.     |